# Stipa media
Stipa media är en gräsart som först beskrevs av Carlos Luis Spegazzini, och fick sitt nu gällande namn av José Aristida Alfredo Caro. Stipa media ingår i släktet fjädergrässläktet, och familjen gräs. Inga underarter finns listade i Catalogue of Life.